# روبرت دروري
روبرت دروري (بالإنجليزية: Robert Drury) هو لاعب كرة قاعدة أمريكي، ولد في 27 يناير 1878، وتوفي في 19 أغسطس 1933.

## وصلات خارجية
- روبرت دروري على موقعبيزبول رفرنس.كوم (الدوري الثانوي) (الإنجليزية)